# Prorodes mimica
Prorodes mimica là một loài bướm đêm trong họ Crambidae.